# Градище (Велике Лаще)
Градище (словен. Gradišče) — поселення в общині Велике Лаще, Осреднєсловенський регіон, Словенія. 
Висота над рівнем моря: 507 м.